# Kemelli
Kemelli Trugilho Firmiano Ferreira (Petrópolis, 12 ou 13 de março de 1999), mais conhecida como Kemelli, é uma futebolista brasileira que joga como goleira. Defende desde 2021 a equipe do Corinthians, onde venceu o Campeonato Brasileiro no ano de sua chegada, atuando como titular. Venceu a Libertadores da América, em 2021. Atuou anteriormente no Internacional, Santos e Flamengo. Foi revelada no Criciúma.

## Seleção Brasileira
Kemelli atuou nas categorias de base da Seleção Brasileira. Em 2016, participou da Copa do Mundo Sub-17 e, em 2018, jogou no Mundial Sub-20.

## Títulos
Corinthians
- Campeonato Brasileiro: 2021[4]
- Libertadores da América: 2021[5]